# Rutanya Alda
Rutanya Skrastina, más conocida como Rutanya Alda (Riga, 13 de octubre de 1942), es una actriz estadounidense de origen letón.

## Carrera
Rutanya Alda comenzó su carrera como actriz en 1968 en la película Greetings. Rutanya es conocida por sus papeles en películas como The Deer Hunter, Mommie Dearest, Amityville II: The Possession, entre otras. Ha actuado en series de televisión como CSI: Crime Scene Investigation, Cold Case y Law & Order, entre otras.

## Vida personal
En 1977 se casó con el actor Richard Bright, el cual murió en el año 2006. Tuvieron un hijo.

## Filmografía

### Cine
- Late Phases (2014) ... Gloria B.
- You Don't Know Jack (2010) .... Vendedora
- Stolen Lives (2009) .... Vieja Sally Ann
- Handsome Harry (2009) .... Sra. Schroeder
- Detective (2005) .... Juez Beatrice Agannis
- Mystery Woman: Snapshot (2005) .... Martha
- Murder Without Conviction (2004) .... Virginia McAlpin
- Love Comes Softly (2003) .... Wanda Marshall
- The Glass House (2001) .... Vice Principal
- My First Mister (2001) .... Mujer en apartamento
- Wirey Spindell (2000) .... Esposa del entrenador
- The Souler Opposite (1998) .... Madre de Thea
- Steel (1997) .... Sra. Hunt
- American Perfekt (1997) .... Gloria
- Childhood Sweetheart? (1997) .... Maureen
- Double Jeopardy (1996) .... Gabriel Neuland
- Innocent Victims (1996) .... Lorraine Taylor
- Safe Passage (1994) .... Beth O'Neal
- The Ref (1994) .... Linda
- They (1993) .... Sue Madehurst
- Zelda (1993)
- The Dark Half (1993) .... Miriam Cowley
- Leaving Normal (1992) .... Enfermera del Hospital Palmer
- Article 99 (1992) .... Ann Travis
- Rainbow Drive (1990) .... Marge Crawford
- Prancer (1989) .... Tía Sarah
- Gross Anatomy (1989) .... Mama Slovak
- Last Exit to Brooklyn (1989) .... Madre de Georgette
- Winnie (1988) .... Sra. Paretti
- Defense Play (1988) .... Victoria Vandemeer
- Apprentice to Murder (1988) .... Elma Kelly
- Laguna Heat (1987) .... Dra. Kroyden
- Black Widow (1987) .... Irene
- Hotshot (1987) .... Georgia Kristidis
- The Stuff (1985) .... Psicóloga
- Rappin' (1985) .... Cecilia
- Girls Nite Out (1984) .... Barney/Katie Cavanaugh
- Racing with the Moon (1984) .... Sra. Nash
- Vigilante (1983) .... Vickie Marino
- Amityville II: The Possession (1982) .... Dolores Montelli
- Mommie Dearest (1981) .... Carol Ann
- You Better Watch Out (1980) .... Theresa
- When a Stranger Calls (1979) .... Sra. Mandrakis
- The Deer Hunter (1978) .... Angela
- The Fury (1978) .... Kristen
- Deadly Hero (1976)
- Swashbuckler (1976) .... Bath Attendant
- Next Stop, Greenwich Village (1976) .... Invitada a la fiesta
- Can Ellen Be Saved? (1974) .... Rachael
- Pat Garrett & Billy the Kid (1973) .... Ruthie Lee
- Scarecrow (1973) .... Mujer en Camper
- The Long Goodbye (1973) .... Rutanya Sweet
- The Panic in Needle Park (1971) .... Enfermera
- Hi, Mom! (1970) .... 'Be Black Baby' Audience
- Love and Kisses (1970)
- Greetings (1968) .... Linda (ladrona en tienda)

### Series de televisión
- Law & Order .... Ruth Devon / Sara Cheney (2 episodios, 1992-2008)
- Cold Case .... Jenny (un episodio: Static, 2006)
- CSI: Crime Scene Investigation .... Faye Matthews (un episodio: Still Life, 2005)
- Law & Order: Criminal Intent .... Rose (un episodio: In the Dark, 2004)
- John Doe .... Cassie Barker (un episodio: Idaho, 2002)
- Judging Amy .... Celia Loomis (un episodio: Surprised by Gravity, 2001)
- To Have & to Hold .... Srta. McDougall (un episodio: Since I Don't Know You, 1998)
- Gun .... Clara Munday (un episodio: The Hole, 1997)
- JAG .... Elaine Harridan (un episodio: Heroes, 1997)
- Silk Stalkings .... Jennifer Atkins (un episodio: Family Affairs, 1995)
- Tales from the Crypt .... Mildred (un episodio: Deadline, 1991)
- Beauty and the Beast .... Mary / Elma Kelly (2 episodios, 1988)
- Spenser: For Hire .... Estelle (un episodio: Gone Fishin', 1987)
- ABC Weekend Specials .... Sra. Linderman (un episodio: The Day the Kids Took Over, 1986)
- Santa Bárbara .... Asistente de Compras (un episodio: Episode #1.140, 1985)
- Doc Elliot .... Eileen Parker (un episodio: The Pharmacist, 1974)
- Cannon (un episodio: The Perfect Alibi, 1973)